# René Lefebvre

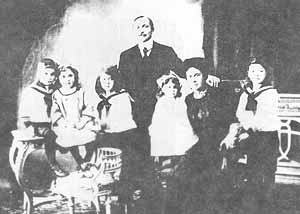
René s manželkou Gabrielle a dětmi v roce 1908

René Charles Joseph Marie Lefebvre (23. února 1879 Tourcoing – 4. března 1944 Koncentrační tábor Sonnenburg) byl člen francouzského hnutí odporu za druhé světové války. Pro svou špionážní činnost pro britskou rozvědku byl zatčen gestapem a na následky věznění zemřel v koncentračním táboře. Posmrtně obdržel v roce 1953 od francouzské vlády Médaille militaire.

## Život
René se narodil v Tourcoingu v únoru 1879 do katolické rodiny. Oženil se s Gabrielle Watine, hluboce věřící ženou, se kterou měli osm dětí. V roce 1923 René poradil nejstarším dvěma synům Renému a Marcelovi, aby začali studovat v kněžském semináři (na francouzském semináři v Římě). Oba synové se rozhodli pro kněžské povolání – nejstarších pět dětí manželů Lefebvrových se stalo kněžími nebo řeholními sestrami, další tři děti založily rodiny. Syn Marcel byl jmenován arcibiskupem. Gabrielle zemřela v roce 1938. Manželé Lefebvrovi celý život zůstali věřícími, pravidelně navštěvovali mši svatou a vyučovali své děti katechismu. V křesťanském duchu se také chovali ke svým zaměstnancům v textilní továrně v Tourcoingu, která jim patřila. Po začátku druhé světové války René pracoval, stejně jako v první světové válce, pro britskou rozvědku a působil ve francouzském hnutí odporu proti německé okupační moci. V roce 1941 byl pro svou činnost zatčen gestapem a postupně vězněn na několika místech. Roku 1943 byl převezen do koncentračního tábora Sonnenburg, kde na následky ročního nelidského zacházení ze strany SS zemřel 4. března 1944. Jeho tělo rodině vydáno nebylo.